# Stadtpark Center Spittal
Das Stadtpark Center Spittal ist ein innerstädtisches Einkaufszentrum in Spittal an der Drau, im österreichischen Bundesland Kärnten. Es wurde nach knapp einjähriger Bauzeit im April 2006 eröffnet und beherbergt 40 Läden und Gastronomiebetriebe sowie ein Cineplexx-Kino.

## Entstehung und Beschreibung
Das auf einem ehemaligen Postareal errichtete Shopping-Center liegt in der Bahnhofstraße und wird dabei dreiecksförmig vom Bahnhof Spittal-Millstättersee, dem Schulzentrum und dem Stadtpark umgeben. Die Baukosten betrugen ca. 30 Millionen Euro; Betreiber ist die HYPO Stadtpark Center Spittal GmbH. Mit dem Bau sollte der „Geschäftewildwuchs“ am Stadtrand eingedämmt und die Kaufkraft in die Innenstadt verlagert werden. Zudem sollte damit, nach Shopping-Center-Neubauten in Villach (Atrio) und Klagenfurt (City-Arkaden), auch eine angemessene Konkurrenz im Bezirk Spittal an der Drau geschaffen werden.
Das Erdgeschoß (Ebene E) und die erste Etage (Ebene 1) beherbergen den Großteil der Läden und sämtliche Gastronomiebetriebe. Auf Ebene 1 befindet sich darüber hinaus das Cineplexx-Kino mit vier Sälen, die Platz für bis zu 540 Personen bieten. Die zweite Etage (Ebene 2) beherbergt die Centerleitung, eine Zahnarztpraxis und Büroflächen. Für Kraftfahrzeuge stehen rund 300 Parkplätze in einer Tiefgarage zur Verfügung, deren Benutzung für Kunden 1,5 Stunden, und für Kinobesucher vier Stunden kostenfrei ist.
Es finden laufend Veranstaltungen statt.